# وارث غیرممکن
وارث غیرممکن (انگلیسی: The Impossible Heir؛ کره‌ای: 로얄로더) یک مجموعه تلویزیونی محصول کره جنوبی به نویسندگی چوی وون، به کارگردانی مین یون هونگ و با بازی لی جه ووک، لی جون یونگ و هونگ سو جو است. این مجموعه به صورت جهانی از ۲۸ فوریه تا ۳ آوریل ۲۰۲۴، چهارشنبه‌ها از دیزنی پلاس منتشر شد.

## بازیگران

### اصلی
- لی جه ووک /در نقش هان ته اوه: پسر یک پدر قاتل[۴]
- لی جون یونگ در نقش کانگ این ها: پسر نامشروع کانگ‌اوه گروپ[۴]
- هونگ سو جو در نقش نا هه وون: دختر یک شرخر[۴]

## تولید
فیلم‌برداری این مجموعه در سال ۲۰۲۳ آغاز شد و بودجهٔ آن ۲۰ میلیارد وون است.